# Höst i paradiset
Höst i paradiset är en svensk romantisk-drama-komedi från 1995 i regi av Richard Hobert med Göran Stangertz och Camilla Lundén i huvudrollerna. Filmen var den tredje i Richard Hoberts filmserien om De sju dödssynderna och hade Sverigepremiär den 22 september 1995.

## Handling
Grannarna Ragnar, en pensionerad frisörmästare, och äppelodlaren Vendela plockar frukterna i Vendelas odling. De går och tittar lystet på varandra utan att våga göra någon framstöt. Slutligen låtsas Ragnar få något i sitt öga, och då Vendela kommer för att undersöka honom börjar de smeka varandra och under äppelträdens skugga älskar de passionerat med varandra. Samma kväll på Stockholms Central ska Ragnars son, den 46-årige rockstjärnan Mikael - tidigare känd under artistnamnet Mick Pierson - ta tåget till Ragnars sommarställe Glädjekällan, där han ska bo under resten av sommaren tillsammans med sin tjugo år yngre flickvän Catti och sin far Ragnar. Han fotograferas flitigt av pressen eftersom han vunnit en Grammis för årets bästa hitlåt. På tåget träffar han sin barndomskamrat Susanne, som bor med sin make Henning vid dennes musteri alldeles i närheten av Glädjekällan.

## Rollista
- Sven Lindberg - Ragnar
- Göran Stangertz - Mikael
- Camilla Lundén - Catti
- Mona Malm - Vendela
- Börje Ahlstedt - Henning
- Solbjørg Højfeldt - Susanne
- Fredrik Dolk - Polis
- Solgärd Kjellgren - Busschaufför